# Teorema di LaSalle
In matematica ed ingegneria, il teorema di LaSalle, anche detto principio di invarianza di LaSalle, teorema dell'insieme invariante o teorema di Krasovskii-LaSalle, è un criterio per la stabilità asintotica di un sistema dinamico che estende il criterio di Ljapunov. Consente di provare la stabilità asintotica di un punto di equilibrio in casi in cui il criterio di Ljapunov garantisce soltanto la stabilità semplice, e consiste nel trovare una funzione che definisce una regione dello spazio delle fasi contenente gli insiemi limite delle traiettorie percorse dal sistema.

## Enunciato
Dato il sistema autonomo definito dalla funzione {\displaystyle \mathbf {f} =(f_{1},f_{2},\dots ,f_{n})\colon \mathbb {R} ^{n}\to \mathbb {R} ^{n}}:
{\displaystyle {\dot {\mathbf {x} }}(t)=\mathbf {f} \left(\mathbf {x} (t)\right),\qquad \mathbf {x} \in \mathbb {R} ^{n},}
e parametrizzato dal tempo {\displaystyle t}, si ponga che l'origine sia un punto di equilibrio:
{\displaystyle \mathbf {f} (\mathbf {0} )=\mathbf {0} .}
Sia {\displaystyle \Omega \subset D\subset \mathbb {R} ^{n}}, con {\displaystyle D} un intorno dell'origine {\displaystyle \mathbf {0} }, un insieme compatto invariante, cioè tale che se una soluzione {\displaystyle \mathbf {x} (t)} è in {\displaystyle \Omega } per {\displaystyle t=0}, ossia {\displaystyle \mathbf {x} (0)\in \Omega }, allora la soluzione rimane in {\displaystyle \Omega } per ogni tempo {\displaystyle t}:
{\displaystyle \mathbf {x} (t)\in \Omega ,\qquad \forall t\in \mathbb {R} .}
Sia inoltre {\displaystyle V(\mathbf {x} (t)):D\to \mathbb {R} } una funzione differenziabile con continuità tale che la derivata orbitale soddisfa:
{\displaystyle {\dot {V}}(\mathbf {x} (t))\leq 0,\qquad \forall \mathbf {x} \in \Omega ,}
dove la derivata orbitale di {\displaystyle V(\mathbf {x} (t))} in {\displaystyle \mathbf {x} =(x_{1},x_{2},\dots x_{n})} è:
{\displaystyle {\dot {V}}(\mathbf {x} )=\nabla V(\mathbf {x} )\cdot {\dot {\mathbf {x} }}=\nabla V(\mathbf {x} )\cdot \mathbf {f} (\mathbf {x} )={\frac {\partial }{\partial x_{1}}}V(\mathbf {x} )f_{1}(\mathbf {x} )+\dots +{\frac {\partial }{\partial x_{n}}}V(\mathbf {x} )f_{n}(\mathbf {x} ),}
con {\displaystyle \nabla } il gradiente.
Detto {\displaystyle E\subset \Omega } l'insieme dei punti di {\displaystyle \Omega } tali per cui {\displaystyle {\dot {V}}(\mathbf {x} (t))=0}, sia {\displaystyle M\subset E} il più grande insieme invariante contenuto in {\displaystyle E}. Allora ogni soluzione che parte da {\displaystyle \Omega } si avvicina a {\displaystyle M} per {\displaystyle t\to \infty }, cioè:
{\displaystyle \lim _{t\to \infty }\left(\inf _{\mathbf {z} \in M}\|\mathbf {x} (t)-\mathbf {z} \|\right)=0.}
Si nota che {\displaystyle M\subset E\subset \Omega \subset D\subset \mathbb {R} ^{n}}.

## Corollario di Krasowskii
Supponendo {\displaystyle \mathbf {f} } una funzione continua e {\displaystyle V(\mathbf {x} )} una funzione scalare con derivate parziali prime continue, se in un intorno {\displaystyle \Omega } dell'origine si ha che:
- {\displaystyle V(\mathbf {x} (t))>0} (è localmente definita positiva in {\displaystyle \Omega }).
- {\displaystyle {\dot {V}}(\mathbf {x} (t))\leq 0} (è semi-definita negativa in {\displaystyle \Omega }).
- L'insieme definito da {\displaystyle {\dot {V}}(\mathbf {x} (t))=0} non contiene traiettorie del sistema ad eccezione della soluzione {\displaystyle \mathbf {x} (t)\equiv \mathbf {0} .}

Allora il punto di equilibrio {\displaystyle \mathbf {x} =\mathbf {0} } è asintoticamente stabile. Inoltre la più ampia regione connessa {\displaystyle \Omega _{l}} definita da {\displaystyle V(\mathbf {x} (t))<l} contenuta in {\displaystyle \Omega } è il dominio di attrazione del punto di equilibrio.